# Rosières (entreprise)
Pour les articles homonymes, voir Rosières.
Usines de Rosières est un fabricant d'appareils de cuisson (fours, tables de cuisson, cuisinières, hottes, etc.) et électroménagers (réfrigérateurs, lave-vaisselle, lave-linge, etc.), propriété du groupe Candy Hoover (racheté par Haier), issu d'une ancienne société française basée à Lunery, près de Bourges, qui était à l'origine une fonderie.

## Histoire

### Création de la forge
Les usines de Rosières sont créées sur la commune de Lunery en 1836 : le marquis de Boissy, propriétaire du moulin de Rosières (établi en 1102 et longtemps propriété des moines de l'abbaye de la Prée), fit construire à sa place des forges comprenant deux hauts-fourneaux, une fonderie avec six feux de forge et un laminoir. En 1844, il y ajoute un 3e haut-fourneau. De 1852 à 1856, Rosières est vendue successivement à MM. Gouin, Violette et Gallicher. En 1858, le marquis de Vogüé en fit l’acquisition, puis par suite des traités de libre-échange, il fut obligé de fermer l’usine.

### Création de la fonderie de Rosières
Rosières reprit son activité en 1869 lorsque Jules Roussel, maître de forges en Mayenne (Forge d'Orthe), en devint propriétaire. Il transforma l’établissement en fonderie. L'usine fabrique alors divers produits en fonte « des objets de la vie quotidienne aux rails de chemins de fer. »

### Production de cuisinières et poêles en fonte

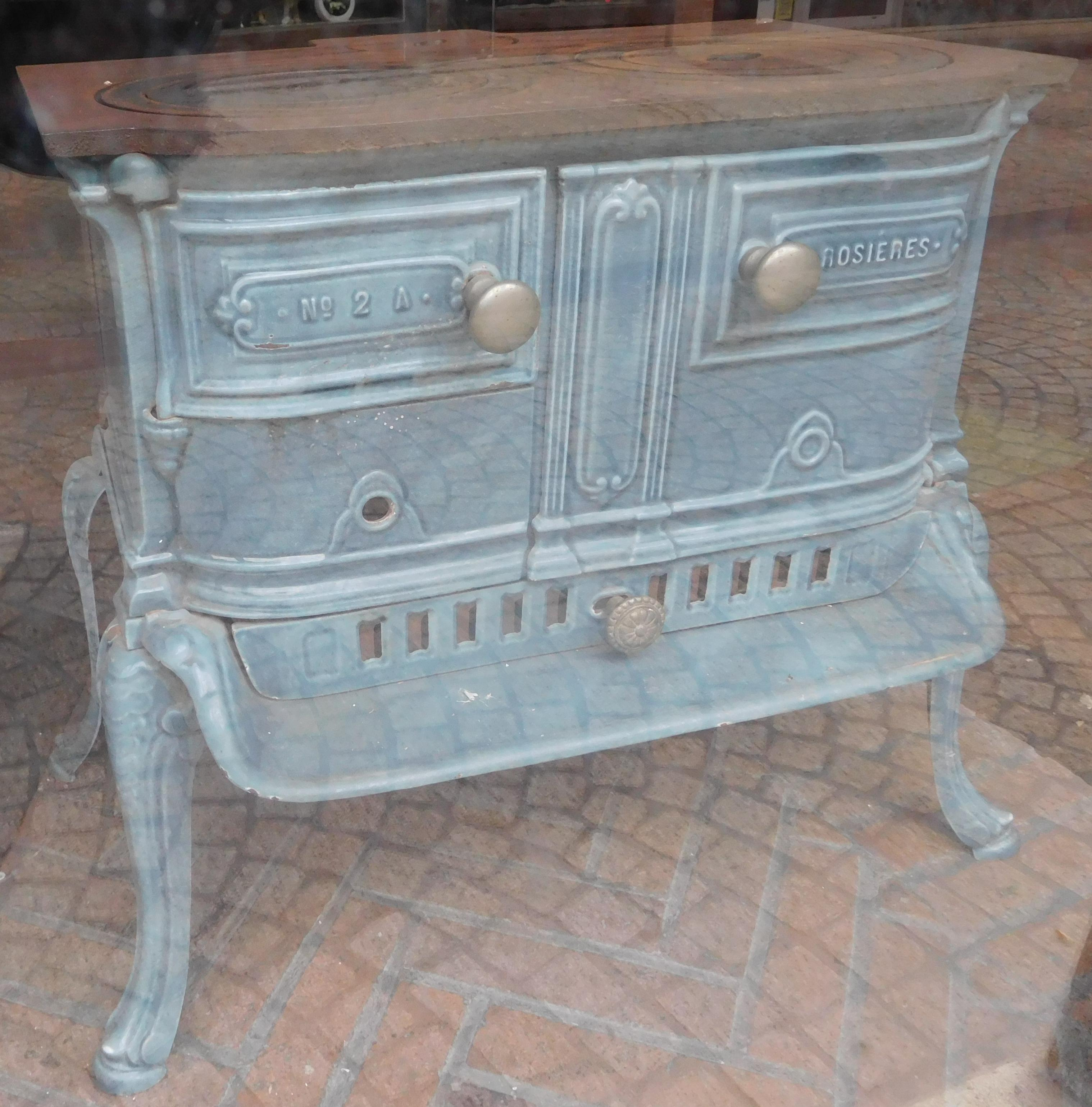
Cuisinière Rosières en fonte.

À la mort de Jules Roussel, une société anonyme est alors créée par ses héritiers et ses ingénieurs. En 1909, Henri Magdelénat, polytechnicien, développe les moyens de production, réorganise et agrandit la fonderie, le montage, l'entretien et le magasin d'expédition. Il oriente la production vers le secteur des cuisinières et poêles en fonte.

### Œuvres patronales
À côté de l'usine, Jules Roussel crée une cité ouvrière, une ferme, deux écoles publiques gratuites (garçons et filles), un asile, une école maternelle, une chapelle. Après sa mort, les œuvres patronales seront poursuivies : société de secours mutuels (1878) qui prend en charge les frais de santé des ouvriers, caisse de retraites (1894).

### Chronologie

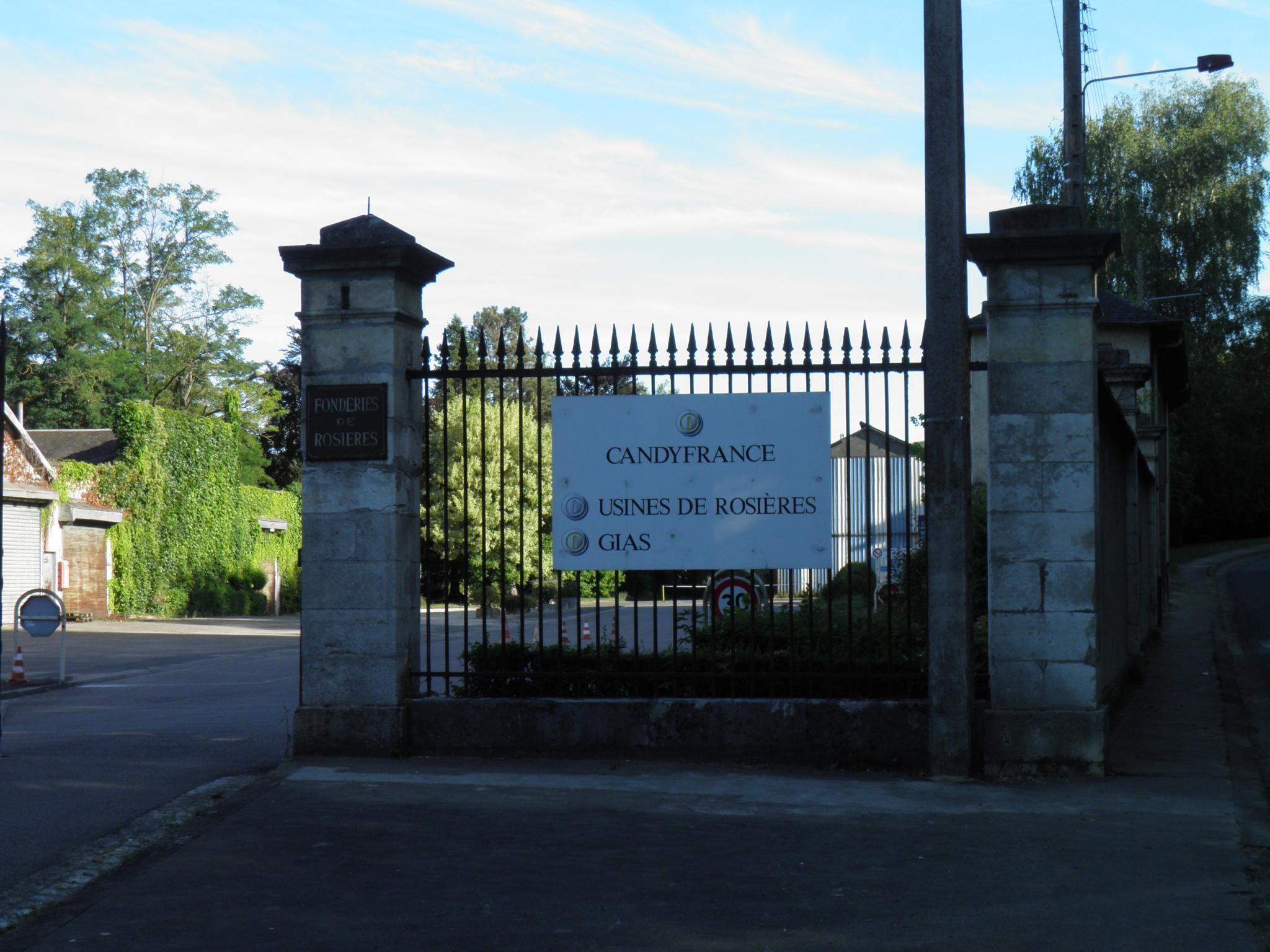
Entrée des usines de Rosières.

- 1836 : construction des forges de Rosières et du premier haut-fourneau par le marquis de Boissy.
- 1850 : reprise par le marquis de Vogüé qui développe l'activité vers la production de rails et de pièces lourdes pour le bâtiment et les travaux publics.
- 1869 : rachat par l'industriel Jules Roussel, qui transforme la forge en fonderie et crée la marque Rosières.
- 1870 : création par Jules Roussel d'une école de garçons et d'une école de filles destinée aux enfants des ouvriers de l'usine.
- 1877 : création de la société anonyme de Rosières qui se spécialise dans la fabrication d'appareils de cuisson[5].
- 1892-1893 : grèves des ouvriers pour obtenir des augmentations de salaires (ils obtinrent satisfaction).
- 1900 : 900 salariés.
- 1907 : fermeture définitive des hauts-fourneaux (fin de l'activité forges)[6].
- 1909 : Henri Magdelénat oriente la fonderie vers l'émaillage de la fonte, la fabrication des cuisinières, poêles à bois et à charbon.
- 1920 : embauche des premiers immigrés polonais. En 1931, ils représenteront 98 % des 954 étrangers habitants à Lunery (soit le tiers de sa population)[7].
- 1934 : obtention de la licence exclusive des célèbres cuisinières en fonte AGA inventées en Suède par Gustaf Dalén, prix Nobel[8]. La devise de l'entreprise est alors « Rosières médite le passé, soigne le présent, prépare l'avenir. »[9].
- 1967 : création d'une usine à Saint-Doulchard.
- 1970 : 1 350 salariés, début du déclin de l'activité de l'entreprise.
- 1985 : partenariat avec Paul Bocuse qui signe l'une des cuisinières haut de gamme de la société La Bocuse.
- 1987 : rachat de Rosières par la famille Fumagalli, propriétaire du fabricant italien d'électroménagers Candy.
- 1989 : le siège social de la filiale française de Candy est installé sur le site de Rosières.
- 1993 : 708 salariés.
- 1998 : 115 salariés.
- 2006 : fermeture de la fonderie. Le site de Lunery s'oriente vers une activité de logistique.
- 2015 : relance de la marque avec une nouvelle signature commerciale « Rosières, prenez goût à l’innovation »[10].
- 2016 : 200 salariés sur le site de Lunery : environ 100 personnes travaillent à la fabrication d'appareils de cuisson[11],[12] (centre d'art culinaire de Rosières), environ 100 autres travaillent pour le SAV du groupe Candy-Hoover (GIAS)[13].
- juillet 2020 : Haier Europe annonce la fermeture des activités de production d'ici 2021, entrainant 72 suppressions d'emplois[14].
- 26 janvier 2021 : Dernier jour de production sur le site. Désormais il n'y a plus d'appareils fabriqués en France par le groupe Haier. L'activité logistique reste sur le site.